# Thermosiphon

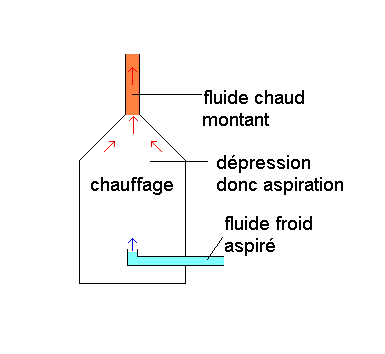
Schéma explicatif.

Le thermosiphon est un système de circulation des fluides (gaz ou liquide) mis au point par Jean-Simon Bonnemain au XVIIIe siècle, basé sur la dilatation-contraction et la poussée d'Archimède. C'est un système de chauffage dans lequel la circulation de l'eau est assurée par des différences de température.

## Fonctionnement
Un thermosiphon se compose :
- d'une entrée basse de fluide ;
- d'une chambre de chauffage du fluide ;
- d'un conduit vertical (cheminée) positionné en haut de cette chambre;
- d'une sortie du fluide verticale par rapport à l'axe de l'entrée.

Il peut fonctionner en circuit fermé, ce qui est le cas, la plupart du temps, lorsque le fluide est un liquide ou un gaz, à condition qu'il y ait une variation de température du fluide. Dans ce cas la sortie du thermosiphon alimente un radiateur qui dissipe de la chaleur et refroidit le fluide qui revient vers l'entrée basse du thermosiphon.

## Histoire
C'est une invention du XVIIIe siècle qui est l'ouvrage de Jean Simon Bonnemain, ingénieur français.

### Chauffage central
Historiquement, c’était le système utilisé pour faire circuler l'eau d'un chauffage central en utilisant uniquement:
- l'effet de la chaleur de la chaudière pour faire monter l'eau chaude[N 1] ;
- la gravité pour faire descendre l'eau froide[N 2].

### Chauffage des serres horticoles
Le principe du thermosiphon était utilisé au XIXe siècle pour le chauffage des serres dans le potager du roi rattaché à l'École nationale supérieure d'horticulture de Versailles en 1874. Ce système est mis en place par le jardinier en chef, M. Masson, qui travaillait sous la direction de Placide Massey entre 1819 et 1848. Ce procédé était déjà adopté à l’époque par les horticulteurs anglais.

## Utilisations actuelles
Aujourd'hui, on utilise ce système sur les inserts domestiques, les cyclomoteurs à refroidissement liquide, les réfrigérateurs à gaz des camping-car, etc.
Dans certains cas (mineurs), le thermosiphon fonctionne à l'inverse. La chambre est refroidie, ce qui a pour effet de créer une aspiration du fluide. Le schéma étant alors retourné, la cheminée en bas créant l'aspiration avec la descente du fluide refroidi et le fluide chaud est donc aspiré.

### Chauffage solaire

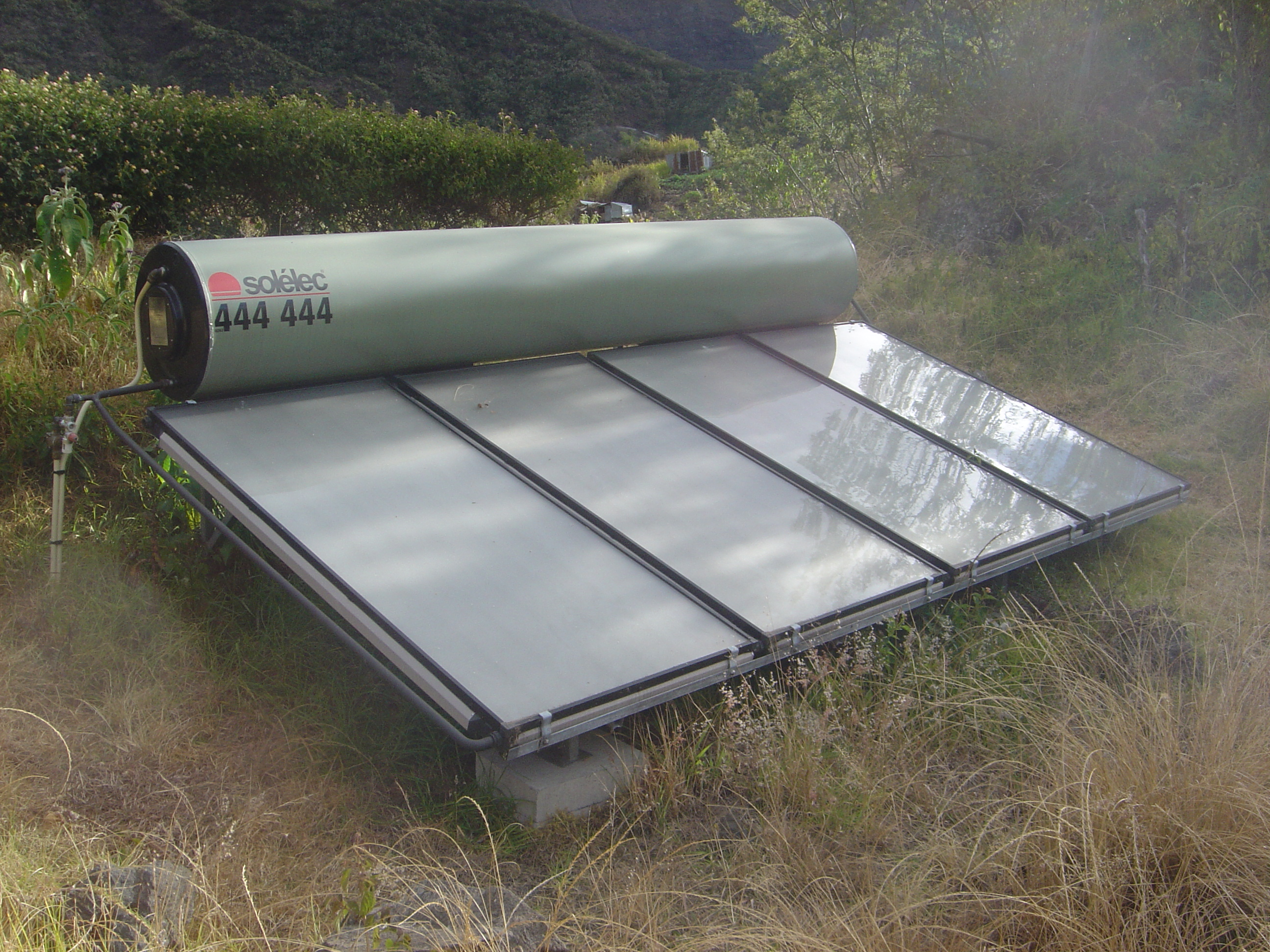
Capteur solaire thermique à thermosiphon.

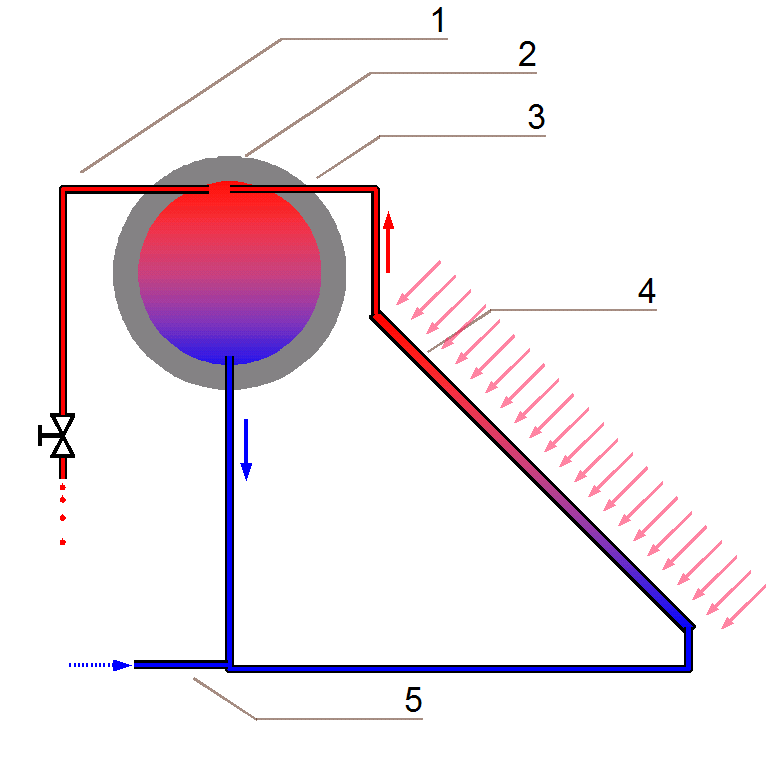
Principe de fonctionnement:
1. Extraction d'eau chaude.
2. Réserve d'eau chaude (Boiler).
3. Entrée d'eau chauffée dans le boiler.
4. Capteur solaire thermique.
5. Admission d'eau froide (et recyclage).

Le principe du thermosiphon est utilisé dans certaines installations de chauffage solaire, quand la structure des canalisations le permet, i.e. quand le trajet du liquide caloporteur est sur plusieurs niveaux et n'est pas trop long (comme sur l'installation présentée). Le déplacement du fluide caloporteur, entre le capteur solaire et le ballon d'eau-chaude, s'effectuant uniquement grâce à la convection :
- l'eau la plus froide étant la plus dense, elle revient "naturellement" au point le plus bas[3],
- Si l'eau sortant du capteur est la plus chaude, donc moins dense, elle a tendance à monter[3] sinon un clapet anti-retour l'en empêche[N 3].

Le cycle s'auto-entretient tant que le capteur reste plus chaud que le ballon d'eau chaude.

### Colonnes de distillation
Dans l'industrie le principe du thermosiphon est largement utilisé. Notamment dans les rebouilleurs des colonnes à distiller. Le rebouilleur est semblable à un échangeur de chaleur mais placé de sorte à entrainer un mouvement du fluide par effet thermosiphon. De plus, rétrécissements et élargissement sont aussi placés à l'entrée et la sortie du rebouilleur afin de favoriser le mouvement du fluide par effet venturi.
Ce type de rebouilleur est appelé thermosiphon car reposant principalement sur ce principe. Il permet une chauffe uniforme du liquide et donc une meilleure efficacité de la colonne à distiller pour séparer les constituant du mélange liquide.

## Problématique
Le thermosiphon est aussi une source de déperdition énergétique dans les systèmes qui doivent stocker de la chaleur (chauffe-eau, chauffage central, capteurs solaires thermiques, etc.). Ces systèmes étant le plus souvent placés au bas des immeubles et les utilisateurs au-dessus, l'eau chaude aura tendance à monter, dissiper sa chaleur et redescendre plus froide. On distingue deux types principaux de thermosiphons : 
- A travers une circulation d'eau dans un circuit bouclé, par exemple des radiateurs ou des capteurs solaires en toiture. Ce type de thermosiphon dissipe une quantité d'énergie très importante (l'autoroute des pertes !). Dans les installations solaires thermiques, en période hivernale, les pertes peuvent largement surpasser la production en journée, donc être la cause d'une consommation supplémentaire du chauffage principal.
- A l'intérieur même de la canalisation : l'eau chaude monte par le milieu du tube jusqu'à dissiper sa chaleur sur les parois des conduites et redescendre le long des parois. Suivant les diamètres de conduite, leur isolation et longueur, les pertes peuvent être relativement importantes (la route nationale des pertes !)
Afin de réduire ces effets indésirables, on peut installer un clapet anti-retour, dont l'effet dépend de sa configuration (ouvert ou fermé par défaut) et du sens de circulation du flux indésirable. Une solution simple et trop souvent négligée est la création d'un "lac froid", soit une portion de conduite sans isolation qui redescend (au moins 5 fois le diamètre de la conduite) avant de monter vers les conduites de distribution. Cet espace un peu plus froid va réduire très fortement les déperditions causées par le thermosiphon.